# 丸山町 (名古屋市)
丸山町（まるやまちょう）は、愛知県名古屋市千種区の町名。現行行政地名は丸山町1丁目から丸山町3丁目。住居表示未実施。

## 地理
名古屋市千種区南部に位置し、東は御棚町、西は春岡、南は日進通、北は桐林町に接する。

## 歴史
江戸時代、当地周辺は丸山村に属していた。丸山村は1876年（明治9年）に千種村・田代村の各一部となっている。

### 町名の由来
山の手の状態を指して丸山と呼ぶようになった説や、丸形の地形であることから呼ばれるようになった説がある。

### 沿革
- 1945年9月20日 - 千種区田代町の一部より成立[1]。
- 1948年9月1日 - 田代町の一部を編入[1]。

## 世帯数と人口
2019年（平成31年）1月1日現在の世帯数と人口は以下の通りである。
| 町丁   | 世帯数  | 人口    |
| ------ | ------- | ------- |
| 丸山町 | 763世帯 | 1,568人 |

## 学区
市立小・中学校に通う場合、学校等は以下の通りとなる。また、公立高等学校に通う場合の学区は以下の通りとなる。
| 番・番地等 | 小学校               | 中学校               | 高等学校 |
| ---------- | -------------------- | -------------------- | -------- |
| 全域       | 名古屋市立田代小学校 | 名古屋市立城山中学校 | 尾張学区 |

## 施設

丸山神明社

- 丸山神明社
- 丸山公園

1956年（昭和31年）10月15日供用開始。

## その他

### 日本郵便
- 郵便番号 : 464-0843[4]（集配局：千種郵便局[12]）。